# Atopodes
Atopodes là một chi bướm đêm thuộc họ Geometridae.